# Glassaugh House
Glassaugh House ist ein Herrenhaus nahe der schottischen Ortschaft Fordyce in der Council Area Aberdeenshire. 1982 wurde das Bauwerk in die schottischen Denkmallisten in der höchsten Denkmalkategorie A aufgenommen. Der Taubenturm des Herrenhauses ist separat ebenfalls als Kategorie-A-Bauwerk klassifiziert. Des Weiteren sind die zugehörige Lodge und die Glassaugh House Bridge als Kategorie-B-Bauwerke eingestuft. Die Gärten sind hingegen als Denkmal der Kategorie C geschützt. Die einzelnen Bauwerke sind außerdem zu einem Denkmalensemble zusammengefasst.

## Geschichte
Im 16. Jahrhundert zählte das Anwesen zu den Besitztümern des Clans Ogilvy, genauer der Ogilvys of Seafield. Um 1650 erwarb John Abercrombie das Anwesen. 1724 wurde am Standort oder in dessen unmittelbarer Umgebung ein Gebäude erwähnt. Vermutlich ließ James Abercrombie das heutige Glassaugh House um 1770 errichten. Sein heutiges Aussehen erhielt es im Zuge einer Erweiterung im Jahre 1840. Für den Entwurf zeichnet der schottische Architekt Archibald Simpson verantwortlich. Noch bis in das frühe 20. Jahrhundert besaßen die Abercrombies das Anwesen.
Zuletzt war Glassaugh House in den 1950er Jahren bewohnt. Seitdem verschlechterte sich sein Zustand zusehends. 1990 wurde das Herrenhaus in das Register gefährdeter denkmalgeschützter Bauwerke in Schottland aufgenommen. Da erhaltende Maßnahmen ausblieben, liegt es heute als Ruine vor.

## Beschreibung
Glassaugh House steht jeweils rund 500 Meter nördlich von Fordyce und südlich des Südufers des Moray Firths am Fordyce Burn. Die südexponierte Hauptfassade des dreistöckigen, klassizistischen Herrenhauses ist sieben Achsen weit. Eckrisalite treten leicht heraus. Ein Portikus wurde zwischenzeitlich abgebrochen. Die Dächer sind teilweise eingestürzt.
Das Mauerwerk des östlich des Herrenhauses gelegenen Taubenturms besteht aus Bruchstein. Der um 1600 entstandene Turm ist im Stil einer Bienenkorbhütte gestaltet. In einem Kranz nahe der Kuppel sind Einfluglöcher für die Tauben eingelassen. Die Eingangstür befindet sich an der Ostseite. Im Inneren befinden sich gereiht 184 Nistkästen aus dem späten 18. Jahrhundert.